# Bataille de Letychiv
La bataille de Latyczów ou Letychiv eut lieu du 18 au 22 février 1920 lors de la guerre soviéto-polonaise.
Les Polonais attaquent les positions de l'Armée rouge mais ne parviennent pas à briser leurs lignes. Le général Jedrzejewski ordonne à l'ensemble de ses troupes d'attaquer la ville de Latyczów (aujourd'hui Letychiv dans l'oblast de Khmelnitski, en Ukraine), ce qui sera un succès. Début avril, les Polonais seront en mesure d'avancer sur Kiev. En juin et juillet 1920, les Soviétiques lancent une contre-attaque sur Latyczów mais sont repoussés et l'armée polonaise progresse dès lors sur Lviv.